# Frehley's Comet
Frehley's Comet byla americká rocková skupina, kterou založil v roce 1984 bývalý kytarista Kiss Ace Frehley. Skupina hrála od roku 1984 až do roku 1988 a mezitím vydala dvě studiová alba Frehley's Comet a Second Sighting.

## Dřívější členové
- Ace Frehley – sólová kytara, zpěv (1984–1988, 2017, 2018)
- John Regan – baskytara, doprovodný zpěv (1984–1988, 2017, 2018) (zemřel 2023)
- Richie Scarlet – rytmická kytara, zpěv (1984–1985)
- Anton Fig – bicí (1984–1987, 2017, 2018)
- Tod Howarth – rytmická kytara, zpěv, klávesy (1986–1988, 2017, 2018)
- Arthur Stead – klávesy (1984–1985)
- Rob Sabino – klávesy (1985–1986)
- Billy Ward – bicí (1987–1988)
- Jamie Oldaker – bicí (1988)

## Diskografie
- Frehley's Comet (1987)
- Second Sighting (1988)